# 羅傑·多克西
羅傑·埃文斯·多克西（1947年3月11日—2009年10月13日）是一名美國物理學家和天文學家，對美國國家航空航天局（NASA）哈伯太空望遠鏡的科學和運行成功做出了重大貢獻。他於1981年加入太空望遠鏡科學研究所（STScI）的哈伯太空望遠鏡計畫，並擔任哈伯太空望遠鏡任務辦公室主管至2009年逝世。
關於多克西，STScI主任馬特·蒙坦表示：「羅傑是研究所內哈伯的核心與靈魂。他瞭解太空望遠鏡的一切，從最小的異常現象到望遠鏡所提供的非凡科學的廣度，他都與望遠鏡共事超過28年。」

## 職業生涯

### 麻省理工學院
多克西出生於紐約州斯克内克塔迪，在俄亥俄州克利夫蘭高地長大，並在麻省理工學院取得物理學博士學位。博士畢業後，他在麻省理工學院負責NASA第三個小型天文衛星（SAS 3），之後負責1977年8月發射的第一個高能量天文觀測站（HEAO 1）。

### 太空望遠鏡科學研究
研究所的第一任所長里卡尔多·贾科尼在1990年哈伯太空望遠鏡發射前九年聘請多克西擔任任務運作科學家。在隨後的幾年裡，他負責任務的科學規格和要求、數據校正、運行規劃和日程安排，以及天文台的實際日常指揮工作。多克西與NASA的戈達德太空飛行中心合作，為哈伯研發最先進的新儀器，在1993年到2009年5月的數次太空梭造訪過程中，取代了原來的儀器套件，使哈伯在發射後的科學能力大幅提升。多克西還負責聘任STScI的許多員工。

## 榮譽
在多克西獲得的眾多獎項和榮譽中，特別值得一提的有：
- 1991年：獲頒NASA傑出公共服務獎章，這是NASA賦予非政府員工的最高榮譽。獎狀指出他「對哈伯太空望遠鏡的卓越成就與貢獻」，以及實現這些目標所需的系統[5]。
- 2004年：獲頒美國天文學會喬治·范·比斯布魯克獎（英语：George Van Biesbroeck Prize），表揚多克西「傑出、無私的貢獻」，使哈伯成為「史上最具科學成果的望遠鏡之一」[6]。

為了紀念多克西，美國天文學會設有羅傑·多克西旅遊獎，頒發給研究生或博士生。

## 外部連結
- Rodger Doxsey - Daily Telegraph obituary
- Hubble Project Pioneer Rodger Doxsey Passes Away  - STScI Press release, October 14, 2009
- Webcast of Rodger Doxsey Award - STScI Webcast of the inaugural presentation of the Rodger E. Doxsey Science Systems Engineering Achievement Award, January 7, 2011